# Edward Żmudziejewski
Edward Żmudziejewski (ur. 5 października 1948 w Goleniowie, zm. 1 marca 2021 w Rzeszowie) – polski zapaśnik startujący w stylu wolnym, mistrz Polski, brązowy medalista mistrzostw Europy.

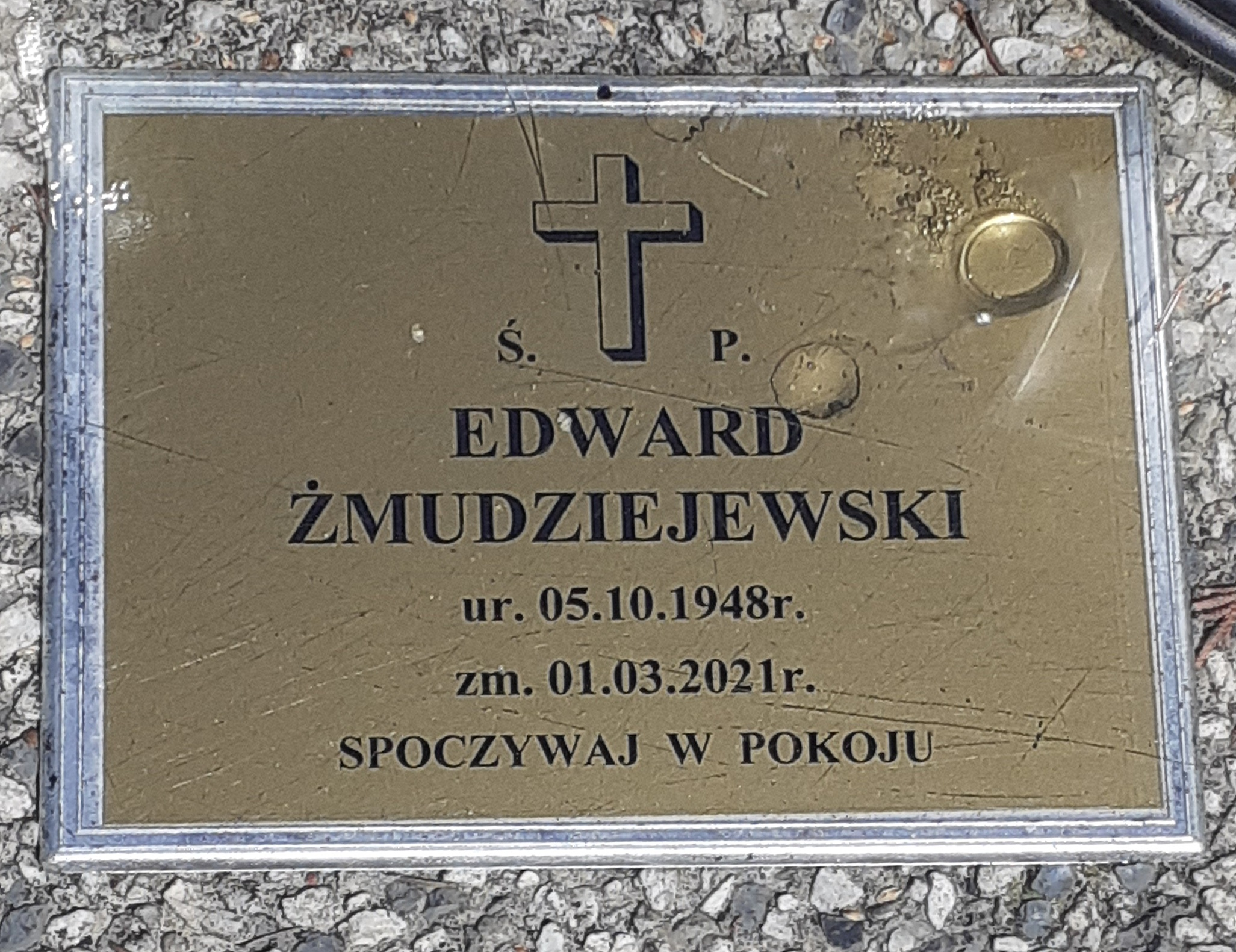
Tabliczka nagrobna Edwarda Żmudziejewskiego

## Życiorys
Syn Franciszka i Karoliny. Był zawodnikiem Wikinga Wolin i od 1969 Stali Rzeszów. jego największym sukcesem międzynarodowym był brązowy medal mistrzostw Europy w 1974 w kategorii 100 kg. Na mistrzostwach Europy w 1975 zajął czwarte miejsce.
Na mistrzostwach Polski wywalczył medal złoty w 1974 (kat. 90 kg) i 1976 (kat. 100 kg), medal srebrny w 1973 (kat. 90 kg) i 1980 (kat. 100 kg), medal brązowy w 1977 i 1979 (kat. 100 kg).
Zmarł 1 marca 2021 i został pochowany na cmentarzu Wilkowyja w Rzeszowie (Sektor 18, rząd 5, grób 24)